# Logement intergénérationnel
Le logement intergénérationnel regroupe l'habitat intergénérationnel et la cohabitation intergénérationnelle solidaire.
L’habitat intergénérationnel désigne un ensemble de logements conçu pour accueillir différentes générations : étudiants, familles, personnes âgées. Les différentes générations ne partagent pas le même toit mais vivent dans un même ensemble résidentiel. Ce sont en général des bailleurs sociaux en partenariat avec des associations ou des investisseurs privés qui initient ce type de projets.